# Argelino Durán Quintero
Argelino Durán Quintero (Ocaña, Norte de Santander, 2 de noviembre de 1914 - El Tarra, Norte de Santander; 14 de marzo de 1992) fue un ingeniero, académico y político colombiano.

## Biografía
Argelino Durán Quintero nació en el hogar de Bruno Durán Blanco y Eufemia Quintero Pineda un 2 de noviembre de 1914 en Ocaña (Norte de Santander).
Estudió en el Colegio José Eusebio Caro y posteriormente en el Colegio San Bartolomé. Antes de graduarse de bachillerato se desempeñó como docente del Colegio José Eusebio Caro en el área de matemáticas.
Religiosos de la Compañía de Jesús que pasaron por Ocaña, al visitar el colegio lo escucharon y se asombraron al verlo tan joven dando cátedras de matemáticas. Los jesuitas lograron conseguirle una beca de estudio en Bogotá, en el Colegio San Bartolomé. 
Después de terminar estudios de bachillerato, Durán logró ingresar becado a la Universidad Nacional de Colombia, donde estudió Ingeniería Civil, al mismo tiempo que dictaba clases. Entre sus alumnos estuvieron Misael Pastrana Borrero y Álvaro Gómez Hurtado. Finalizando la carrera de Ingeniería Civil, durante las vacaciones realizó prácticas de trabajo en la compañía multinacional Royal Dutch Shell, donde una vez graduado trabajó hasta 1950. 
En 1950 renunció a su puesto en la Shell porque fue nombrado Miembro del Consejo Nacional de Vías, durante la administración del presidente de Colombia, Mariano Ospina Pérez. Ese mismo año, ingresó al Ministerio de Obras Públicas. Trabajando para el ministerio fue nombrado Secretario General del Ministro Jorge Leyva, durante la administración del presidente Laureano Gómez. En ocasiones actuó como Ministro Encargado ante las ausencias del titular.
Trabajó también ese año como profesor fundador de la Universidad Javeriana.Para 1952, fue nombrado Gerente de la Empresa de Teléfonos de Bogotá, cargo que mantuvo hasta el año de 1957. Al año siguiente fue nombrado Gerente de la Empresa Nacional de Telecomunicaciones. En 1958 fue Socio Fundador y Gerente de la fábrica de resortes para automotores IMAL LTDA. A partir de 1966 ejerció conjuntamente con la gerencia de IMAL, la gerencia del Banco de América Latina, el cual también ayudó a fundar. En 1974 fue nombrado Gerente de la constructora Gratamira S.A. en Bogotá hasta 1978. 
Entre 1961 a 1963: trabajó como Decano de la Facultad de Ingeniería Civil de la Pontificia Universidad Javeriana. Para el periodo 1968-1970 fue nombrado en el gobierno del presidente Carlos Lleras Restrepo, gobernador del departamento de Norte de Santander.
Durante el gobierno del presidente Misael Pastrana Borrero (1970-1974) Durán fue nombrado Ministro de Obras Públicas. Durante su administración se construyó el puente Pumarejo sobre el río Magdalena entre Barranquilla y el departamento del Magdalena y el Aeropuerto Internacional Camilo Daza en Cúcuta (Norte de Santander) y sucedería la Tragedia de Quebrada Blanca en la vía entre Bogotá y Villavicencio, en 1974, Durán visito el sitio días antes de la tragedia y anunciaba que la situación estaba controlada.
En 1978 fue elegido Senador de la República por el Departamento de Norte de Santander. Fue elegido y reelegido en dos ocasiones más hasta el año de 1990. Entre 1982 y 1984 fue Embajador de Colombia en Suiza. En 1989: durante el gobierno de Virgilio Barco fue designado Comisionado Presidencial como parte de los miembros por Colombia en la Comisión de Integración Fronteriza colombo-venezolana, presidida por Enrique Vargas Ramírez por Colombia y por Ramón José Velásquez por Venezuela. Para 1990, se vinculó a la Universidad Sergio Arboleda como Miembro del Consejo Directivo.

## Secuestro y muerte
El 26 de enero de 1992 fue secuestrado por la guerrilla del Ejército Popular de Liberación (EPL) en Ocaña (Norte de Santander), cuando verificaba la utilidad de unos equipos médicos que adquirió con auxilios parlamentarios provenientes de su gestión como senador. Un grupo de hombres armados del comando disidente "Libardo Mora Toro", del EPL, ingresó a la residencia de Iván Cabrales, donde se llevaba a cabo la reunión política. Los guerrilleros se lo llevaron a un lugar selvático de la región del Catatumbo, entre los municipios San Calixto y El Tarra.
Murió durante el secuestro, el 14 de marzo de 1992 a la 1:00 PM (UTC-5) tras sufrir un ataque cardiaco, tendido en una hamaca. El cuerpo de Durán fue desenterrado por el campesino José de Dios Estrada, y lo encontró envuelto en la misma hamaca que durmió durante su cautiverio. El cadáver de Durán fue entregado el 24 de marzo de 1992 a una comisión gubernamental a las 5:30 PM (UTC-5) por 4 guerrilleros del Frente "Libardo Mora Toro", del EPL. El cuerpo de Durán fue recibido, en zona rural del corregimiento Filo Gringo, en el municipio de El Tarra (Norte de Santander) por una comisión liderada por el sacerdote Álvaro Suárez y el capitán Juan Manuel Bejarano, piloto del helicóptero del Ministerio de Obras Públicas en el cual viajó la delegación desde Cúcuta.
Su sepelio se hizo en Bogotá el 25 de marzo. El entonces presidente de Colombia César Gaviria lo proclamó "Mártir de la Patria" por decreto presidencial. A raíz del secuestro y muerte de Durán, los Diálogos de paz de Tlaxcala que llevaban a cabo el gobierno del presidente César Gaviria y las guerrillas de las FARC-EP, ELN y EPL se interrumpieron el 4 de mayo de 1992.

## Honores y homenajes
Durán fue condecorado por el general y exministro de defensa nacional Hernando Currea Cubides en 1972. En 1974 recibió la Cruz de Boyacá por parte del gobierno de Misael Pastrana.
En 1993 se inauguró el Puente Argelino Durán Quintero sobre la carretera La Lizama - San Alberto, en la troncal del Magdalena Medio colombiano.
El 5 de febrero de 2003, el gobierno inauguró en el departamento del Huila, el Puente Monumental Argelino Durán, localizado entre las ciudades de Neiva y Campoalegre.
También fue nombrado en su honor el Túnel Argelino Durán Quintero, en la vía Bogotá-Villavicencio. Anteriormente llamado "El Boquerón", 2200 metros de longitud.
En Ocaña, se construyó el Coliseo Cubierto Argelino Durán Quintero y los colegios Colegio Argelino Durán Quintero en Ocaña y La Victoria.

## Familia
Cuando trabajaba para la compañía multinacional Royal Dutch Shell haciendo unos estudios de factibilidad en el departamento del Magdalena conoció a Margarita Ariza Barros, con quien se casó en 1948. De la unión matrimonial nacieron cinco hijos: Margarita, Argelino, José Antonio, Cecilia y Gonzalo. Una de sus nietas es Adriana Tarud Durán, Señorita Colombia en 2004. De los cinco hijos tuvo 12 nietos. Margarita Durán tuvo un hijo llamado Mauricio Sarria; Argelino José casado con Nydia Sánchez Gutiérrez, de su primer matrimonio con Margarita Hasbún, tuvo dos hijos: Jimena y Argelino Andrés Durán Hasbún; José Antonio Durán Ariza tiene tres hijos con Olga Padilla, José Antonio Durán, Andrés Daniel Durán y Laura Durán Padilla; Cecilia Durán se casó con Paul Tarud y tuvieron tres hijos,  Pablo Tarud, Daniel Tarud y Adriana Tarud Durán; por último, Gonzalo Durán tuvo con Luz María Sampedro a Tomás Durán, Esteban Durán y María Durán Sampedro.«Argelino Durán Quintero». Consultado el 21 de enero de 2009.